# دنيس دريسل
دنيس دريسل (بالألمانية: Dennis Dressel) هو لاعب كرة قدم ألماني في مركز الوسط، ولد في 26 أكتوبر 1998 في ألمانيا. لعب مع ميونخ 1860.

## وصلات خارجية
- دنيس دريسل على موقع قاعدة بيانات كرة القدم.إي يو (الإنجليزية)
- دنيس دريسل على موقع Soccerway.com (الإنجليزية)
- دنيس دريسل على موقع عالم كرة القدم.نت (الإنجليزية)